# Chondrodysplasia punctata, tibial-metakarpaler Typ
Die Chondrodysplasia punctata, tibial-metakarpaler Typ ist eine sehr seltene angeborene Form der Chondrodysplasia punctata ohne Verkürzung von Oberarm und Oberschenkel (Rhizomelie), aber verkürzter Tibia und Metakarpalia.
Die Erstbeschreibung stammt aus dem Jahre 1951 durch die kanadischen Ärzte E. R. Heynes und W. F. Wangner. Die Abgrenzung als eigenständige Form erfolgte im Jahre 1982 von U. Burck.

## Verbreitung und Ursache
Häufigkeit, Ursache und Erbgang sind nicht bekannt.

## Klinische Erscheinungen
Klinische Kriterien sind:
- ausgeprägter Kleinwuchs bereits im Mutterleib beginnend
- Dysproportionale mesomele Verkürzung der Metakarpalia und Tibiae mit resultierender Überlänge der Fibula
- Gesichtsdysmorphie mit flachem Mittelgesicht und flacher Nase
- keine Katarakt oder Hautveränderungen

Selten können Tachypnoe des Neugeborenen, Hydrozephalus und leichte Entwicklungsverzögerung hinzu kommen.

## Diagnose
Die Diagnose kann bereits vorgeburtlich vermutet werden.
Im Röntgenbild finden sich die für Chondrodysplasia punctata typischen punktförmigen Verkalkungen im Knorpel, bogig deformierte lange Röhrenknochen, Platyspondylie oder Spaltwirbel.